# La duquesa (telefilme)
La duquesa es un telefilme español cuyo principal argumento es la vida de Cayetana Fitz-James Stuart, la XVIII  Duquesa de Alba.

## Argumento
EL telefilme relata en dos capítulos la historia de Cayetana Fitz-James Stuart, la actual Duquesa de Alba, desde su nacimiento hasta finales de los años 70. El guion está basado en los libros Cayetana de Alba, pasión andaluza y Álbum privado de la duquesa de Alba, ambos de Concepción Calleja, únicas biografías autorizadas por la aristócrata.
En el primer capítulo se narra el nacimiento de Cayetana en 1926, su infancia, la temprana muerte de su madre, el exilio en Londres desde la guerra civil, el regreso a España, su romance frustrado con el torero Pepe Luis Vázquez, su matrimonio con Luis Martínez de Irujo, la muerte de su padre y el nacimiento de sus seis hijos. 
El segundo episodio comienza con la enfermedad de Luis Martínez de Irujo, que lo lleva a la muerte en 1972. Esta segunda parte se centra en las relaciones de Cayetana con sus hijos, especialmente con su primogénito Carlos, en la creación de la Fundación Casa de Alba y en la relación sentimental de la Duquesa con Jesús Aguirre, para terminar con la boda de ambos en 1978. 

## Reparto
- Irene Visedo como Cayetana (etapa joven).
- Adriana Ozores como Cayetana (etapa madura).
- Roberto Enríquez como Luis Martínez de Irujo.
- Carlos Hipólito como Jesús Aguirre.
- Diego Martín como Carlos Fitz-James Stuart y Martínez de Irujo.
- Manuel de Blas como XVII Duque de Alba, padre de Cayetana.
- Carlos García como Pepe Luis Vázquez.
- Carmen Sánchez como Cayetana (etapa infantil).
- Carlota Boza como Eugenia Martínez de Irujo (etapa infantil).
- Miguel Bodini como Cayetano Martínez de Irujo (etapa infantil).
- Marta Marco como XVI Duquesa de Aliaga, madre de Cayetana.
- Leire Martínez como Alicia Koplowitz
- Karmele Aramburu como institutriz.
- Santiago Meléndez como mayordomo.
- Primitivo Daza como profesor de flamenco.
- Carlos Olalla como médico.

## Secuela
Debido al éxito de audiencia de los dos primeros episodios, Telecinco decide rodar una secuela que cuente el segundo matrimonio de la Duquesa de Alba (1978–2001). Este segundo telefilme, también en dos capítulos, está protagonizado por Adriana Ozores, Carlos Hipólito y Diego Martín en los mismos papeles y se emite un año después, en abril de 2011. 
En el nuevo reparto destacan: 
- Marián Álvarez como Matilde de Solís-Beaumont.
- Javier Collado como Cayetano Martínez de Irujo.
- Natalia Sánchez como Eugenia Martínez de Irujo.
- Miguel Diosdado como Francisco Rivera Ordóñez.
- Leire Martínez como Alicia Koplowitz.

## Episodios y audiencias
| Temporada | Temporada | Episodios | Estreno             | Final               | Audiencia media | Audiencia media | Audiencia media |
| Temporada | Temporada | Episodios | Estreno             | Final               | Espectadores    | Cuota           |                 |
| --------- | --------- | --------- | ------------------- | ------------------- | --------------- | --------------- | --------------- |
|           | 1         | 2         | 13 de abril de 2010 | 20 de abril de 2010 | 4 186 000       | 22,2%           |                 |
|           | 2         | 2         | 4 de abril de 2011  | 12 de abril de 2011 | 2 138 000       | 11,3%           |                 |
| Total     | Total     | 4         | 2010                | 2011                | 3 162 000       | 16,8%           |                 |

### Primera parte
| N.º (serie) | N.º (temp.) | Título                        | Director (es)  | Fecha de emisión    | Audiencia         |
| ----------- | ----------- | ----------------------------- | -------------- | ------------------- | ----------------- |
| 1           | 1           | «La vida de Cayetana de Alba» | Salvador Calvo | 13 de abril de 2010 | 4 182 000 (21,5%) |
| 2           | 2           | «La búsqueda de la libertad»  | Salvador Calvo | 13 de abril de 2010 | 4 189 000 (22,8%) |

### Segunda parte
| N.º (serie) | N.º (temp.) | Título                             | Director (es)  | Fecha de emisión    | Audiencia         |
| ----------- | ----------- | ---------------------------------- | -------------- | ------------------- | ----------------- |
| 3           | 1           | «Una relación muy difícil»         | Salvador Calvo | 4 de abril de 2011  | 1 661 000 (8,0%)  |
| 4           | 2           | «Momentos difíciles para Cayetana» | Salvador Calvo | 12 de abril de 2011 | 2 615 000 (14,5%) |

## Localizaciones
El palacio de Liria, residencia de la Casa de Alba en Madrid y principal sede de su colección de arte y archivo histórico, encabeza la selección de localizaciones de La Duquesa. Los jardines, el vestíbulo y la biblioteca de Liria son los tres enclaves en los que se han grabado secuencias de la TV-movie. Para recrear el interior del palacio se eligió el palacio de Fernán Núñez, actual sede de la Fundación de los Ferrocarriles Españoles. La finca de La Granjilla, conjunto histórico situado en la localidad de El Escorial, así como la plaza de toros de Las Ventas, el Palacio de Congresos y la calle Bailén completan la lista de localizaciones destacadas. 
La secuela añade localizaciones en Sevilla, como el Ayuntamiento, la Iglesia del Cristo de los Gitanos, el Palacio de las Dueñas, y en Madrid, como el panteón familiar en Loeches.